# Brandon Ingram

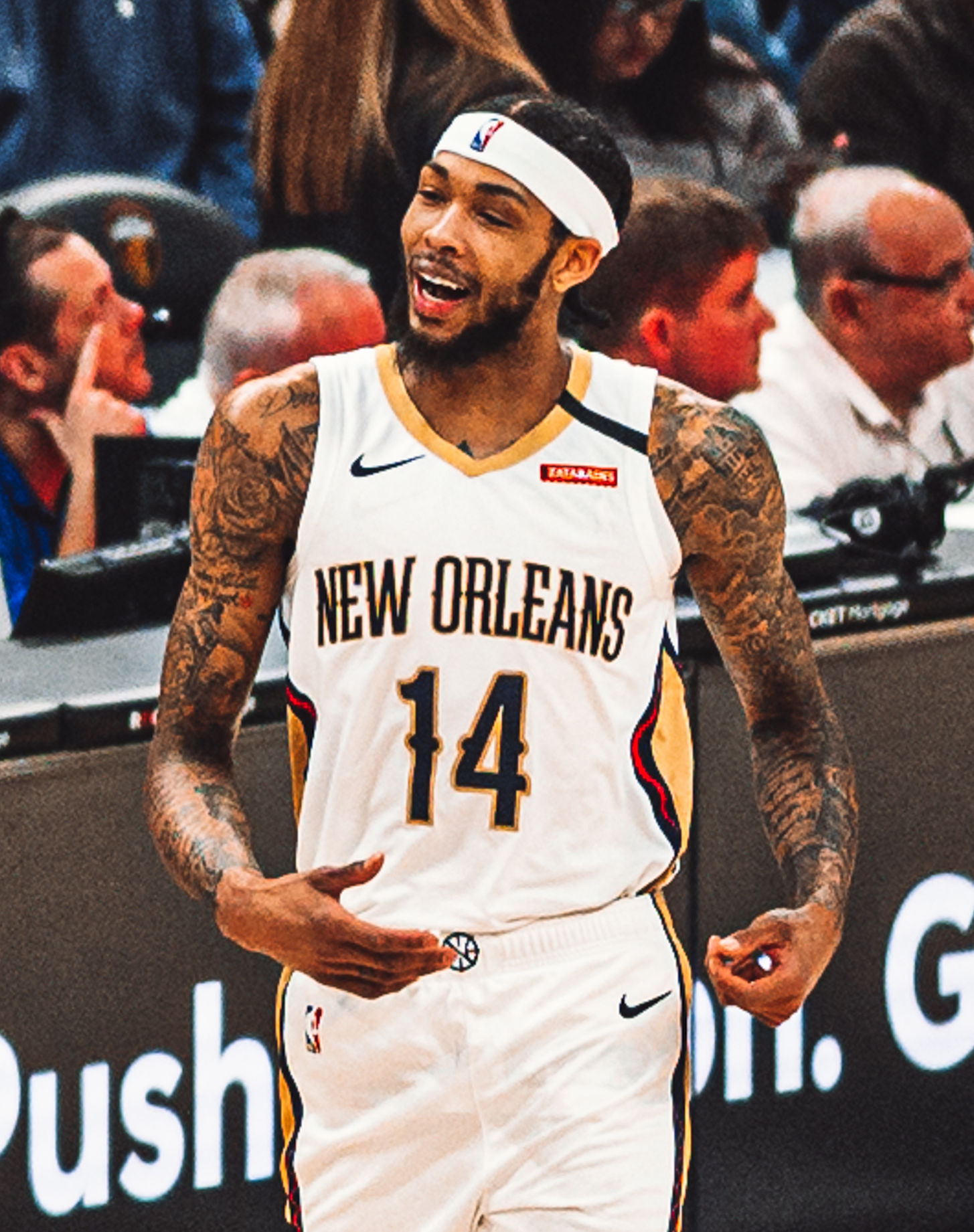
Brandon Ingram, 2020.

Brandon Xavier Ingram, född 2 september 1997 i Kinston i North Carolina, är en amerikansk professionell basketspelare (SF) som spelar för Toronto Raptors i National Basketball Association (NBA). Han har tidigare spelat för Los Angeles Lakers och New Orleans Pelicans.
Ingram vann NBA Most Improved Player Award för säsongen 2019–2020.
Han draftades av Los Angeles Lakers i första rundan i 2016 års draft som andre spelare totalt.
Innan Ingram blev proffs studerade han vid Duke University och spelade för deras idrottsförening Duke Blue Devils.